# Anthony Vaccarello
Anthony Vaccarello (ur. 4 października 1982 w Brukseli) – włosko-belgijski projektant mody, a obecnie dyrektor kreatywny w Yves Saint Laurent. Wcześniej zajmował stanowisko dyrektora kreatywnego w Versus Versace, a także projektował własną, imienną kolekcję.

## Wczesne życie i edukacja
Vaccarello urodził się 4 października 1982 w Brukseli. Był jedynym dzieckiem rodziców — z pochodzenia Włochów. Jego ojciec pracował jako kelner, zaś jego matka była pracownikiem biurowym.
Vaccarello ukończył roczną szkołę prawniczą, po czym zapisał się do La Cambre w 2000 roku, by studiować rzeźbę. Kursy mody, ukończył w 2006 roku z wyróżnieniem. Jego kolekcja została zaprezentowana na festiwalu mody w Hyères na południu Francji, za który zdobył pierwsze miejsce z kolekcją inspirowaną La Cicciolina –  muzą artysty, gwiazdą porno i aktywistką polityczną.

## Kariera zawodowa
Przez dwa lata Vaccarello pracował pod kierunkiem Karla Lagerfelda w Fendi, specjalizując się w projektowaniu futer. Następnie w styczniu 2009 wrócił do Paryża, aby stworzyć swoją kolekcję w paryskim butiku „Maria Luisa”. Po przedstawieniu go Lou Doillon na przyjęciu, zaprosił aktorkę do wystąpienia w jego lookbooku dla marki Vaccarello. Wysokie hemliny i suknie stały się trzonem jego kolejnych kolekcji, zyskując sławę dzięki współpracy z Jennifer Lopez, Miley Cyrus, Gwyneth Paltrow i Alessandrą Ambrosio.

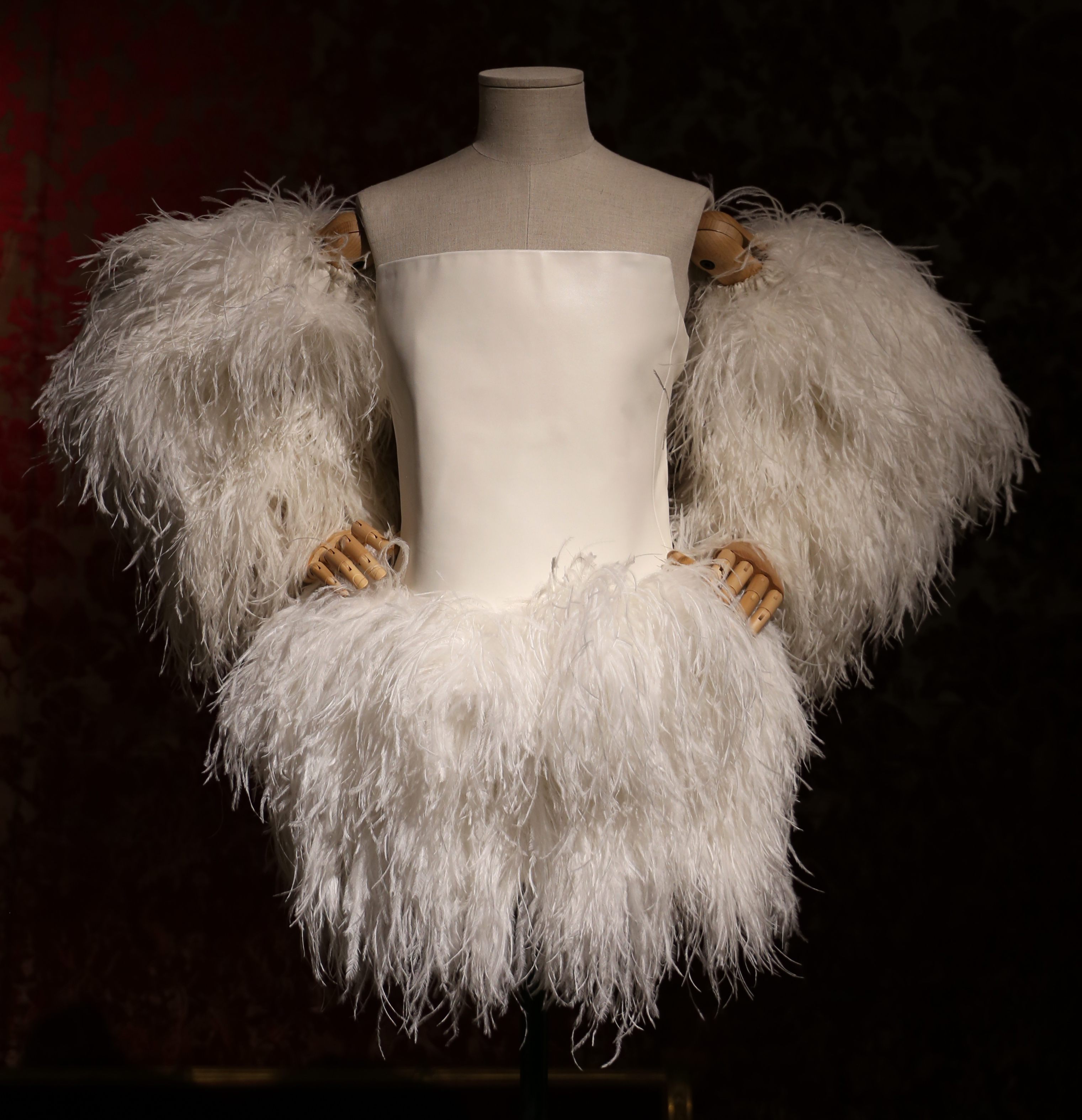
Sukienka projektu Anthony'ego Vaccarello dla domu mody Saint Laurent (2018).

Do września 2014 Vaccarello tworzył kolekcję dla Versus Versace. Utworzył jeszcze kilka kolekcji Versus do kwietnia 2016. Wówczas został mianowany dyrektorem kreatywnym domy mody Yves Saint Laurent (dzisiaj Saint Laurent). Zastąpił na tym stanowisku Hediego Slimane'a. 
Jedną z muz Anthony'ego Vaccarello jest modelka polskiego pochodzenia Anja Rubik.

## Nagrody i wyróżnienia
W lipcu 2011 roku zdobył prestiżową nagrodę ANDAM Fashion Award.